# Архитектурная живопись

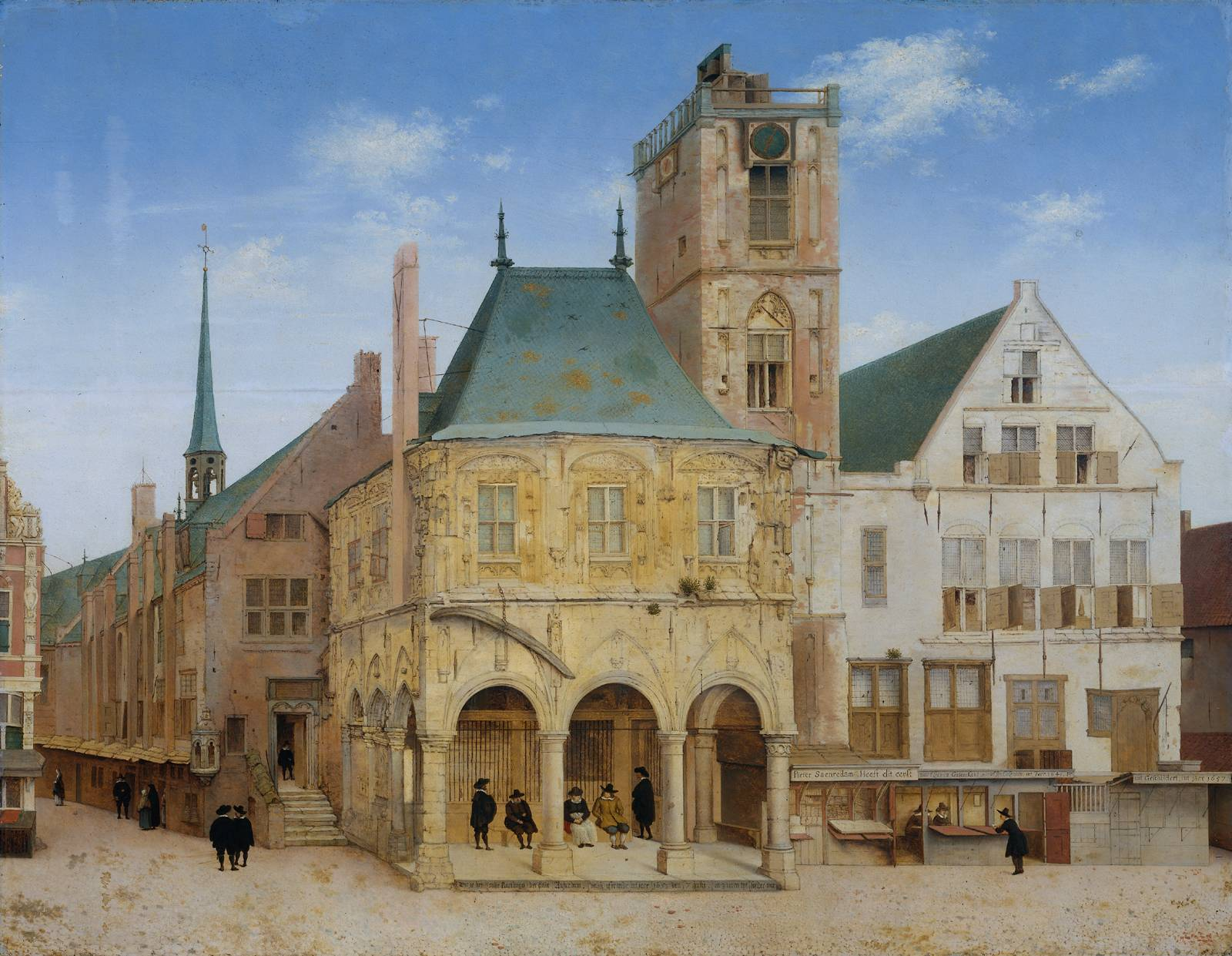
П. Я. Санредам. Старая ратуша в Амстердаме. 1657. Рейксмюсеум, Амстердам

Архитектурная живопись — условное название жанра изобразительного искусства, предметом которого является изображение архитектурного экстерьера или интерьера. В истории доренессансного искусства изображение архитектуры использовали в основном в качестве фона картин на религиозные, исторические, бытовые темы. В эпоху Возрождения элементы архитектуры художники стали применять для создания перспективных эффектов глубины изобразительного пространства, как, например, во фреске Мазаччо «Троица» (1420). Отдельным жанром «перспективной живописи» являются «обманки», или «тромплёи» (фр. trompe-l'œil), типа «квадратуры».
Как самостоятельный жанр архитектурная живопись в западноевропейском искусстве начала развиваться в XVI веке во Фландрии и Нидерландах и достигла своего апогея в голландской живописи XVI и XVII веков. Позднее этот жанр использовался в живописи романтизма, как, например, ставшие популярными виды руин: каприччио.

## Западноевропейское искусство

### XVI век

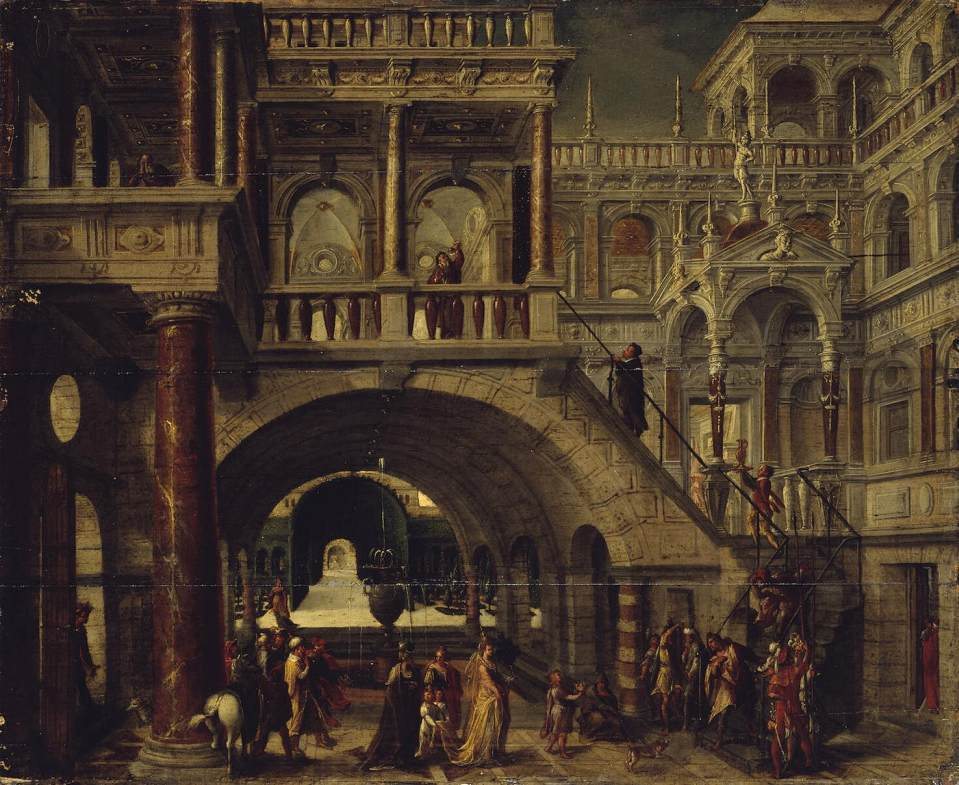
Г. Вредеман де Врис. Архитектурный пейзаж. Эрмитаж, Санкт-Петербург

В XVI веке началось развитие архитектурной живописи как отдельного жанра в западном искусстве. Основными центрами в этот период были Фландрия и Нидерланды. Первым важным архитектурным художником считается голландец Ганс Вредеман де Врис (1527—1607), который был одновременно архитектором и художником. Среди его учеников были его сыновья Саломон и Пол, а также Хендрик ван Стенвейк I. Благодаря им этот жанр был популяризирован, и его семья и ученики превратили его в один из главных жанров Золотого века голландской живописи.

#### Фландрия
- Саломон Вредеман де Врис (1556—1604)
- Пол Вредеман де Врис (1567—1617)
- Хендрик Артс (между 1565 и 1575—1603)

#### Нидерланды
- Ханс Вредеман де Врис (1527—1607)

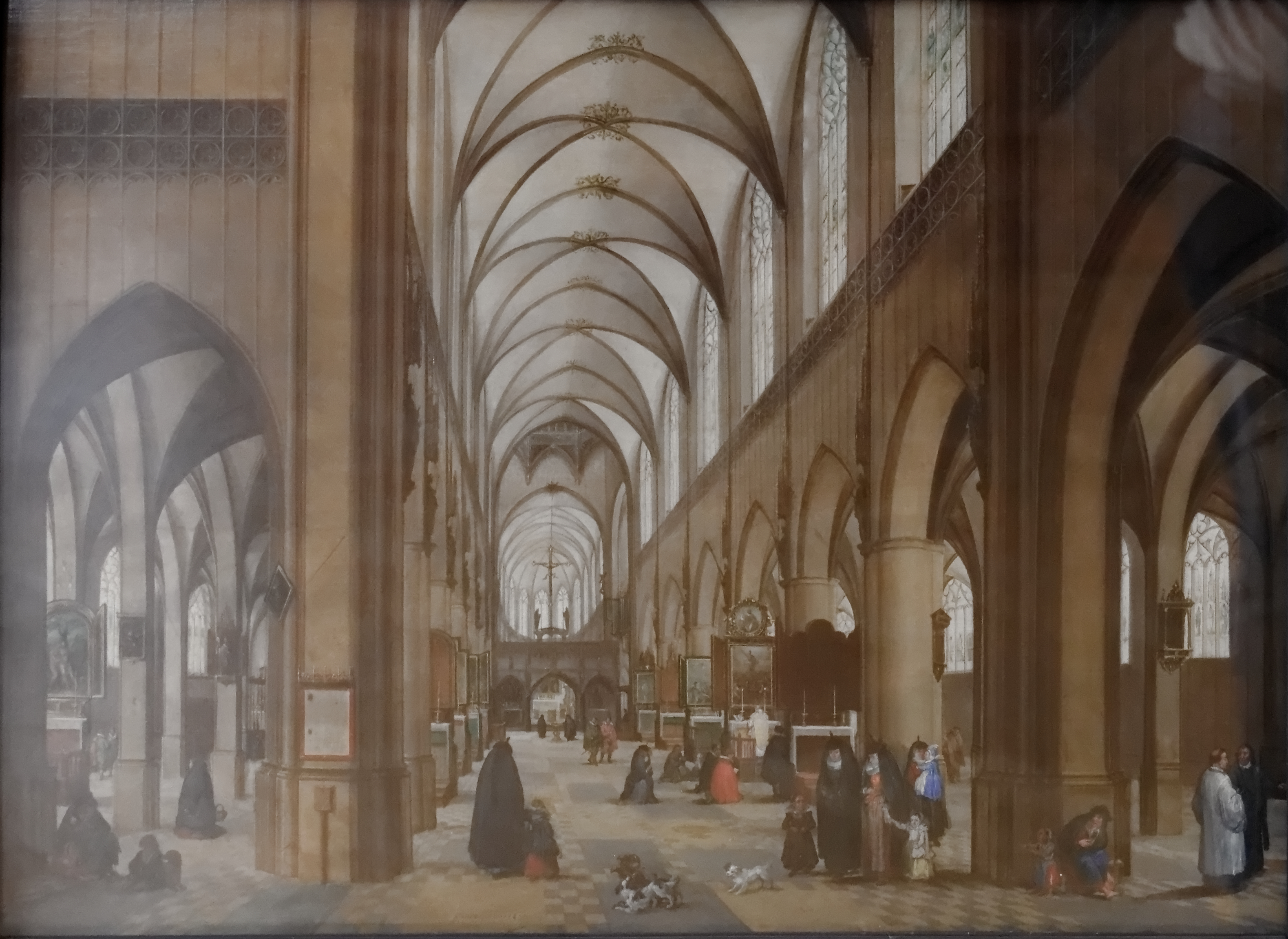
Х. ван Стейнвейк. Антверпенский собор. Музей изобразительных искусств, Будапешт

- Хендрик ван Стенвейк I (1550—1603) — один из первых художников, кто специализировался на церковных интерьерах

### XVII век

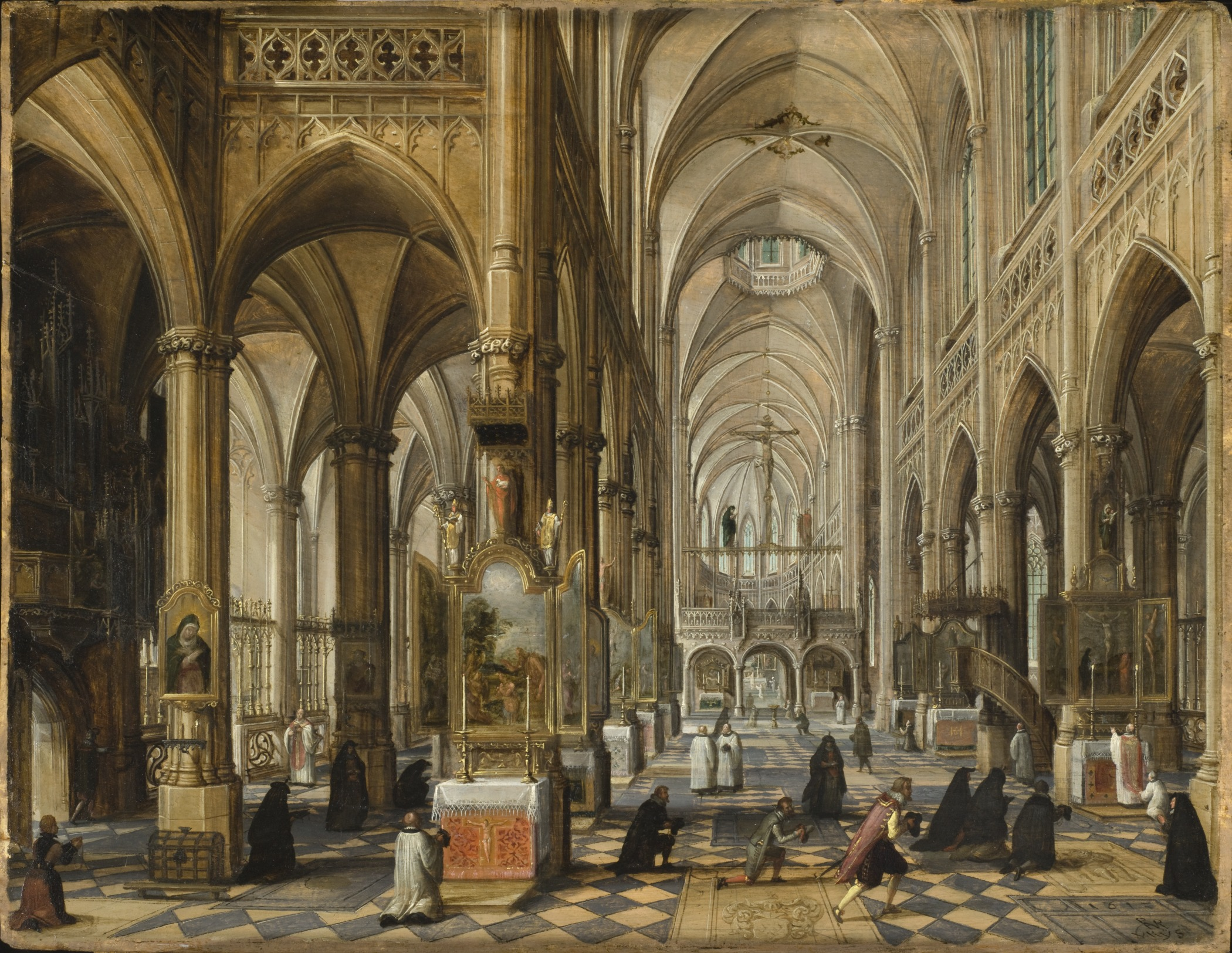
П. Вредеман де Врис. Интерьер готического собора. 1612. Музей искусств округа Лос-Анджелес

#### Фландрия
- Питер Неффс Старший (1578—1656)
- Хендрик ван Стенвейк II (ок. 1580—1649)
- Lodewijck Neefs (1617—1649)
- Вольфганг де Смет (1617—1685)
- Питер Неффс Младший (1620—1675)
- Эразм Бие (1629—1675)
- Вильгельм Шуберт ван Эренберг (1630—1676)
- Якоб Фердинанд Саи (1658 — после 1726)
- Лиевин Крул (1634—1720)

#### Италия
- Вивиано Кодацци (1606—1670)
- Асканио Лучано (1621—1706)

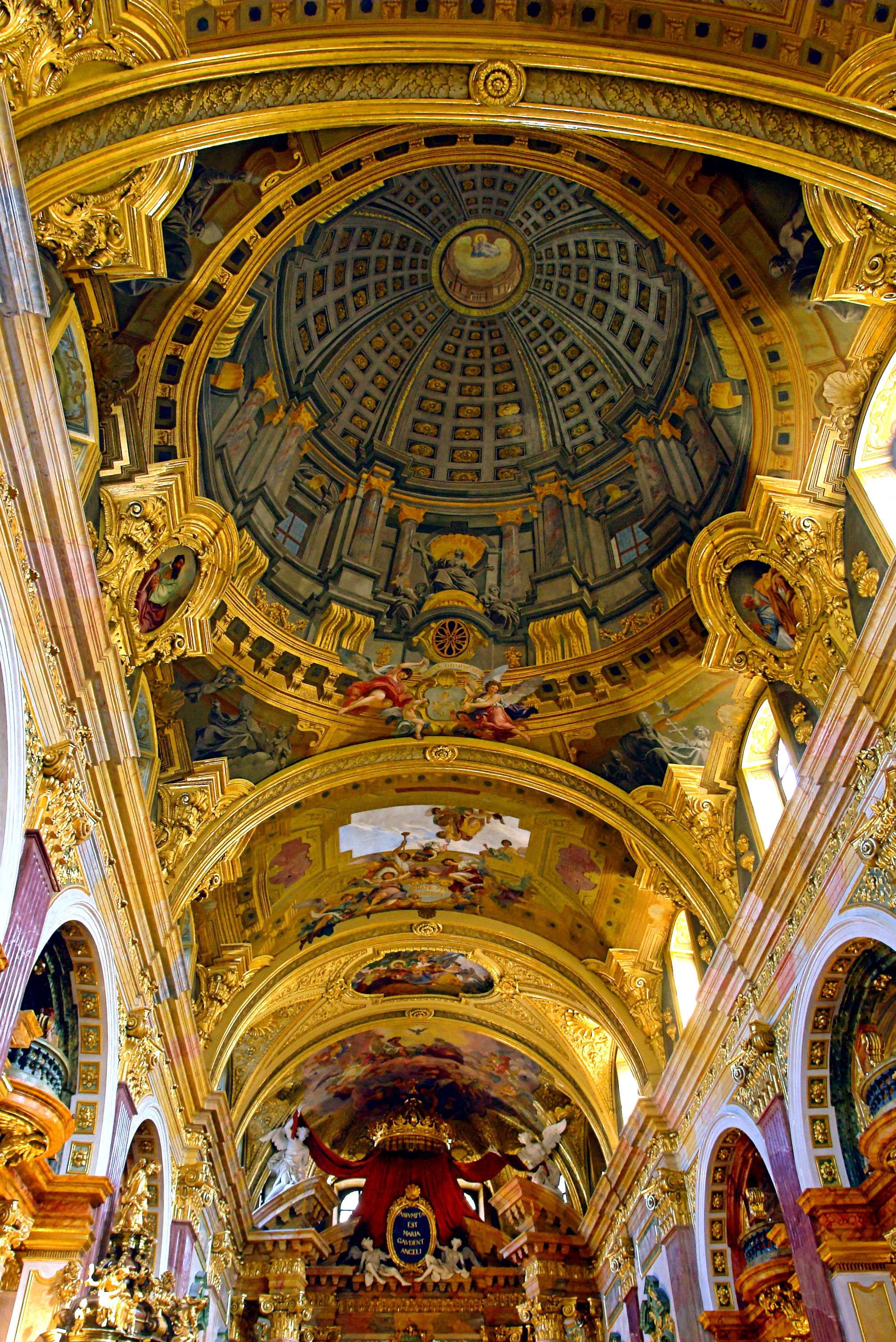
А. Поццо. Перспективная роспись плафона Церкви иезуитов в Вене. 1703

- Андреа Поццо (1642—1709) — виртуозный мастер иллюзионистической росписи
- Луиджи Куэйни (1643—1717)

#### Нидерланды

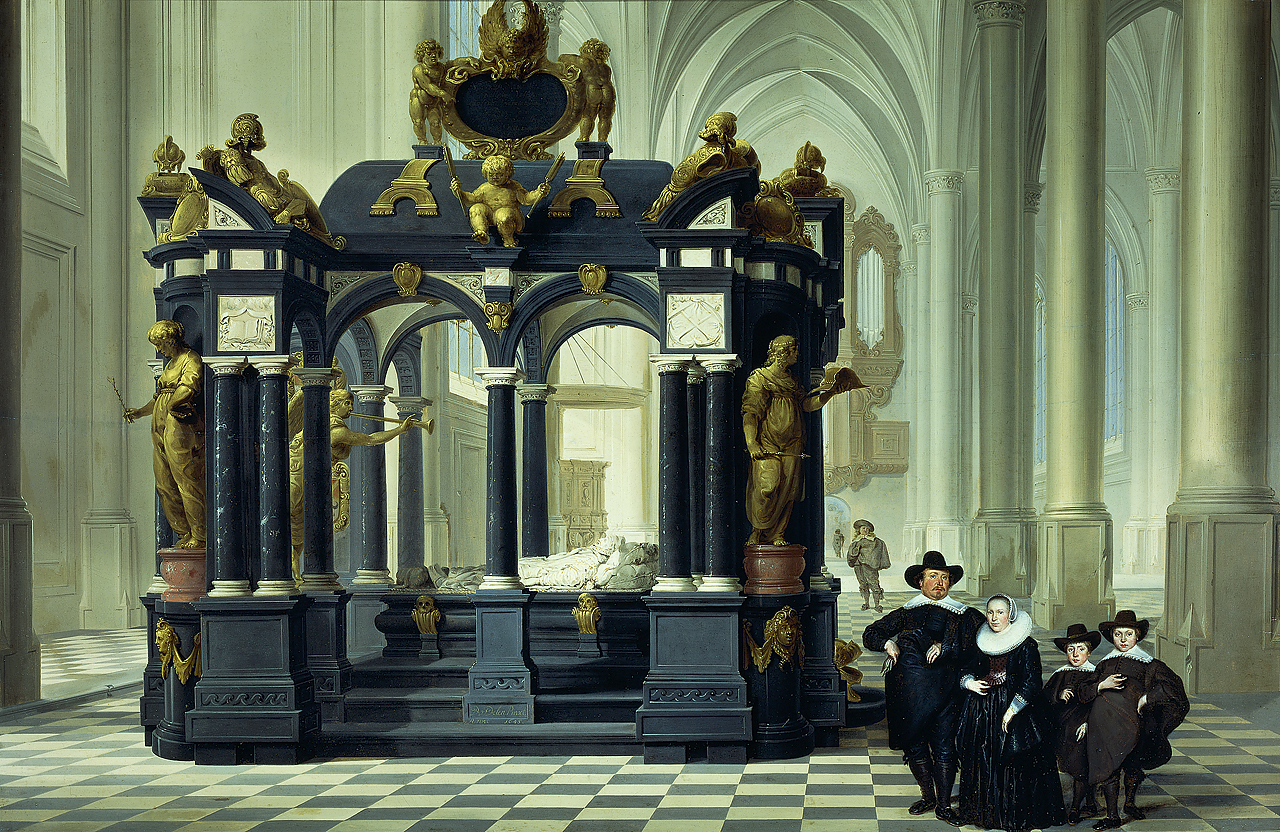
Дирк ван Делен. Семья у могилы Виллема I в Нью—Керк в Делфте. 1645. Рейксмюсеум, Амстердам

В XVII веке архитектурная живопись, вместе с портретной живописью и пейзажами, стала одним из ведущих жанров Золотого века голландской живописи. Известные голландские художники жанра:
- Хендрик ван Стенвейк II (1580—1649)
- Варфоломей ван Бассен (1590—1652)
- Питер ван дер Сток (1593—1660)
- Питер Янс Санредам (1597—1665)
- Герард Хаукгест (1600—1661)
- Сюзанна ван Стенвейк (1601—1664)
- Дирк ван Делен (1605—1671)
- Даниэль де Блик (ок. 1610—1673)
- Хендрик Корнелис ван Влит (1612—1675) — рисовал в основном церковные интерьеры
- Эмманюэл де Витте (1617—1692)
- Иов Беркхейде (1630—1693)
- Ян ван дер Хейден (1637—1712)
- Геррит Адрианзун Беркхейде (1638—1698)
- Гаспар ван Виттель (1652 или 1653—1736)

### XVIII век
- Жак де Лажу (1687—1761)

#### Италия
Архитектурные картины и связанные с ними ведуты или городские пейзажи были особенно популярны в Италии в XVIII веке. Другим жанром, тесно связанным с собственно архитектурной живописью, были каприччио — фантазии, в основном руины вымышленных античных сооружений.
- Стефано Орланди (1681—1760)

#### Нидерланды
- Корнелис Пронк (1691—1759)
- Ян Тен Комп (1713—1761)

### XIX век

#### Австрия
- Рудольф фон Альт (1812—1905)

#### Бельгия
- Жюль Виктор Жениссон (1805—1860)
- Жан-Батист Ван Моер (1819—1884)

#### Дания

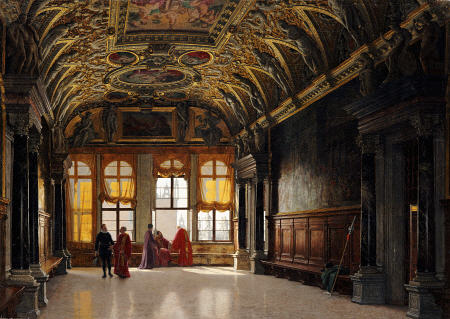
Г. Хансен. Sala Delle Quattro Porte.1883. Дворец дожей, Венеция

- Генрих Хансен (1821—1890)
- Джейкоб Корнеруп (1825—1913)
- Мартинус Рёрбю (1803—1848)

#### Франция
- Шарль-Мари Бутон (1781—1853)

#### Германия
- Вильгельм Барт (1779—1852)
- Майкл Нехер (1798—1876)
- Эдуард Гертнер (1801—1877)
- Макс Эмануэль Айнмиллер (1807—1870)
- Фридрих Август Эльзассер (1810—1845)
- Герман Геммель (1813—1868)
- Адольф Зил (1829—1907)
- Фридрих Карл Майер (1824—1903)

#### Италия
- Джованни Мильяра (1785—1837)
- Федерико Мойя (1802—1885)

#### Объединённое Королевство

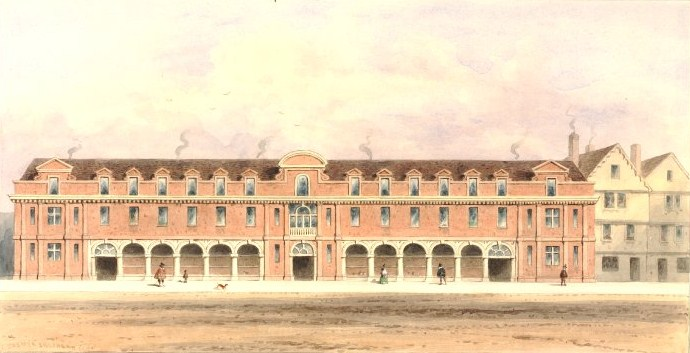
T. Шеферд. Банк Новой Англии. 1853. Британский музей, Лондон

- Самуэль Прут (1783—1852), акварель
- Томас Х. Шепард (1792—1864), акварели

### Современное искусство
- Колин Кэмпбелл Купер — картины небоскребов
- Евгений Мольский — польский художник

## Китайская архитектурная живопись
В Китае архитектурную живопись называли «цзеуа», и в основном её рассматривали как низший тип живописи. Известные мастера этого жанра:
- Го Чжуншу — художник X века
- Ван Чжэньпэн, был активен около 1300 года[4].